# El Verger
El Verger (spanisch Vergel) ist eine spanische Gemeinde (municipio) in der Provinz Alicante mit einer Bevölkerung von 5.272 Einwohnern (Stand: 2024). 

## Lage
El Verger liegt etwa 90 Kilometer nordöstlich von Alicante und etwa 90 Kilometer südsüdöstlich von Valencia. Das Mittelmeer liegt etwa drei Kilometern nördlich des Ortszentrums. Durch die Gemeinde führt die Autopista AP-7.

## Geschichte

### Bevölkerungsentwicklung
| Jahr      | 1970 | 1981 | 1991 | 2001 | 2011 | 2021 |
| Einwohner | 3311 | 3727 | 3601 | 3758 | 4899 | 4841 |

## Sehenswürdigkeiten
- mittelalterlicher Turm (Torre de la Cremadella)
- Kirche der Jungfrau vom Rosenkranz (Iglesia de la Virgen del Rosario), 1732 erbaut
- Reste (Turm) des Palastes der Herzöge von Medinacell
- Rathaus
- Kulturzentrum La Fábrica de Jabón

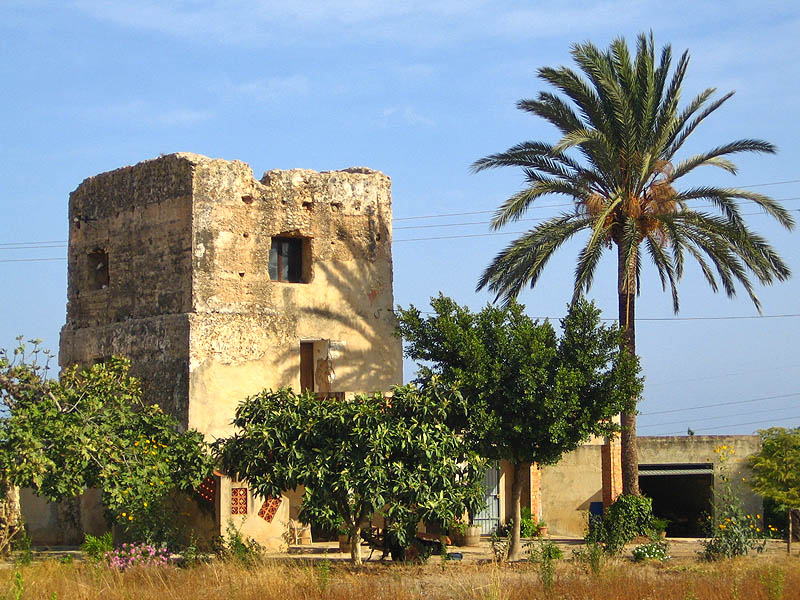
Mittelalterlicher Turm
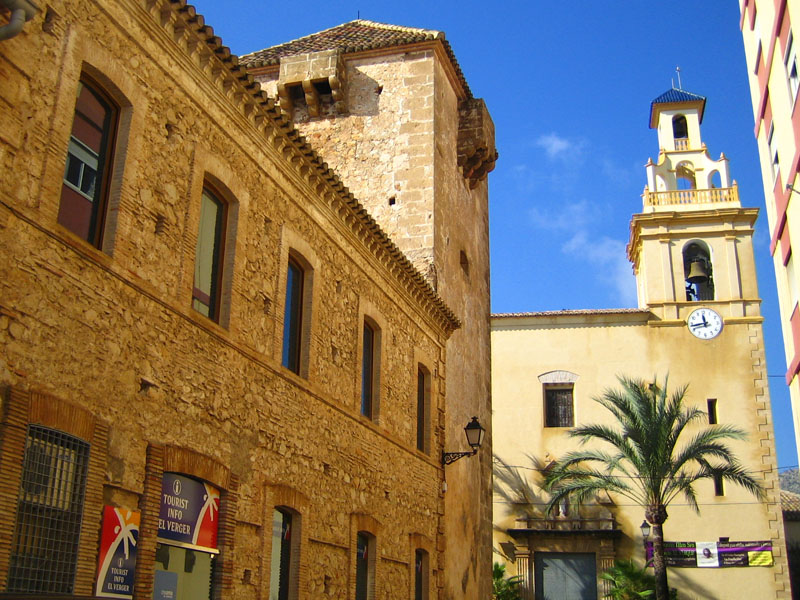
Kirche der Jungfrau vom Rosenkranz mit dem Turm des Herzogspalasts (links)
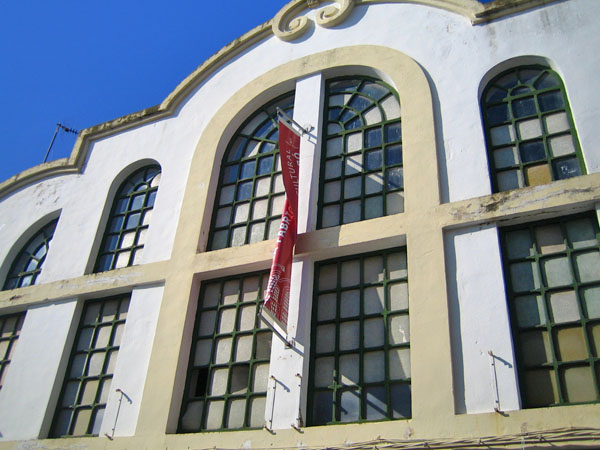
Kulturzentrum La Fábrica de Jabón
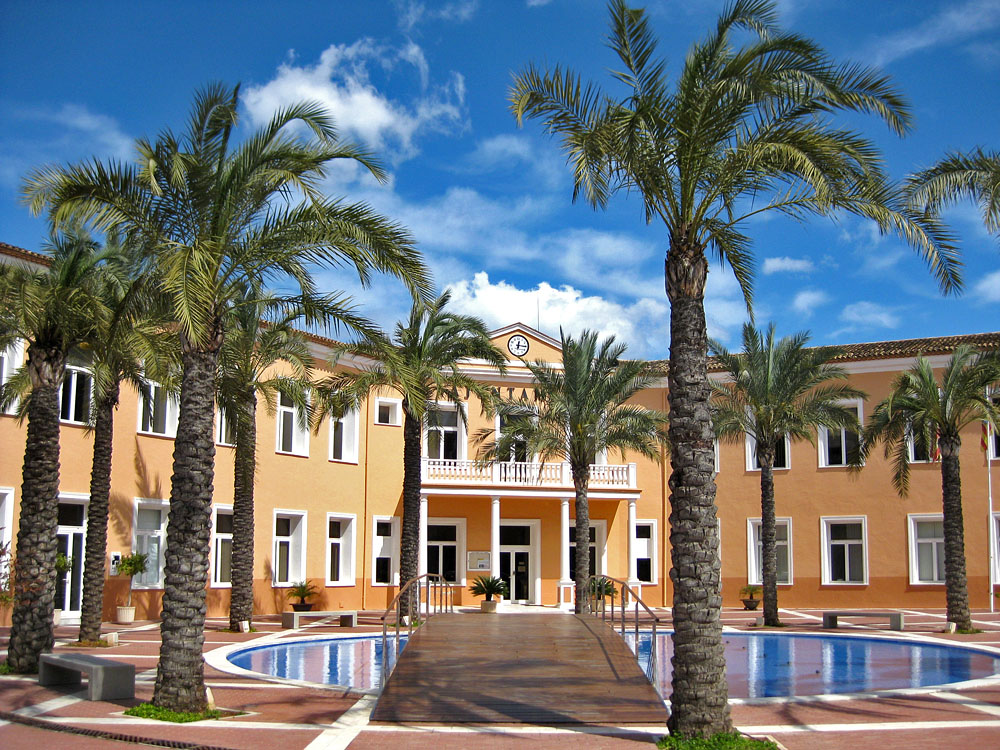
Rathaus